# Liste der Universitäten in England
Dies ist eine Liste der Universitäten in England. Britische Universitäten sind in der Regel staatlich, die einzige englische Privatuniversität ist die University of Buckingham.
Universitäten in London werden zusätzlich in einer getrennten Liste geführt.
| Name                                                                           | Orte                                            | Gründung    | Colleges | Studierende 2005…2008 | Studierende 2018/2019 |
| ------------------------------------------------------------------------------ | ----------------------------------------------- | ----------- | --- | --------------------- | --------------------- |
| Anglia Ruskin University                                                       | Cambridge und Chelmsford                        | 1858        | | 20.300                | 24.490                |
| Arts University Bournemouth                                                    | Bournemouth                                     | 1885        | | 2.498 (2006/07)       | 3.385                 |
| University of the Arts London                                                  | London                                          | 2004        | - Camberwell College of Arts - Central Saint Martins College of Art and Design - Chelsea College of Art and Design - London College of Communication - London College of Fashion - Wimbledon College of Art | 27.970 (2006)         | 19.095                |
| Aston University                                                               | Birmingham                                      | 1966        | | 7.000 (2005)          | 14.990                |
| Bath Spa University                                                            | Bath                                            | 1975        | | 7.110                 | 7.770                 |
| University of Bath                                                             | Bath                                            | 1966        | | 14.795 (2006)         | 18.065                |
| University of Bedfordshire                                                     | Luton und Bedford                               | 1882 / 2006 | | 14.550                | 13.925                |
| Birmingham City University (zuvor University of Central England in Birmingham) | Birmingham                                      | 1971 / 1992 | | 24.460 (2006/07)      | 25.855                |
| University of Birmingham                                                       | Birmingham                                      | 1900        | | 27.000 (2005)         | 35.445                |
| University of Bolton                                                           | Bolton                                          | 1982 / 2004 | | 8.740 (2006/07)       | 6.945                 |
| Bournemouth University                                                         | Bournemouth                                     | 1992        | | 17.870 (2006/07)      | 17.880                |
| University of Bradford                                                         | Bradford                                        | 1966        | | 13.600 (2006/07)      | 9.665                 |
| University of Brighton                                                         | Brighton                                        | 1859 / 1992 | | 21.000 (2005/06)      | 20.470                |
| University of Bristol                                                          | Bristol                                         | 1909        | | 16.000 (2005)         | 25.955                |
| Brunel University                                                              | Uxbridge und London                             | 1966        | | 15.150 (2006)         | 14.740                |
| University of Buckingham (Privatuniversität)                                   | Buckingham                                      | 1976        | | 840                   | 3.070                 |
| Buckinghamshire New University                                                 | High Wycombe                                    | 1893 / 2007 | | 9.045 (2006/07)       | 11.005                |
| University of Cambridge                                                        | Cambridge                                       | 1209        | | 17.845                | 20.890                |
| Canterbury Christ Church University                                            | Canterbury, Thanet, Tunbridge Wells und Chatham | 1962 / 2005 | | 14.945 (2006/07)      | 14.175                |
| University of Central Lancashire                                               | Preston                                         | 1828        | | 28.850                | 23.160                |
| University of Chester                                                          | Chester                                         | 1839        | | 15.095 (2006/07)      | 14.570                |
| University of Chichester                                                       | Chichester                                      | 1839 / 2005 | | 4.930 (2006/07)       | 5.470                 |
| City University London                                                         | London                                          | 1894        | - Cass Business School | 23.680 (2007)         | 20.210                |
| Coventry University                                                            | Coventry                                        | 1992        | | 15.000 (2005)         | 34.985                |
| Cranfield University                                                           | Cranfield, Shrivenham und Silsoe                | 1946        | | 4.160                 | 4.490                 |
| De Montfort University                                                         | Leicester                                       | 1969        | | 21.210 (2006/07)      | 25.810                |
| University of Derby                                                            | Derby                                           | 1851 / 1992 | | 24.875 (2006/07)      | 19.145                |
| University of Durham                                                           | Durham                                          | 1832        | | 17.320 (2007)         | 19.025                |
| University of East Anglia                                                      | Norwich                                         | 1963        | | 19.400 (2007)         | 17.925                |
| University of East London                                                      | London                                          | 1970        | | 18.065                | 13.395                |
| Edge Hill University                                                           | Ormskirk                                        | 1885 / 2006 | | 18.735 (2006/07)      | 13.835                |
| University of Essex                                                            | Colchester und Southend-on-Sea                  | 1965        | | 10.800 (2005)         | 15.600                |
| University of Exeter                                                           | Exeter                                          | 1955        | | 13.000 (2005)         | 25.010                |
| University of Gloucestershire                                                  | Cheltenham und Gloucester                       | 1834 / 2001 | | 8.745                 | 8.255                 |
| University of Greenwich                                                        | London                                          | 1992        | | 20.000 (2005)         | 18.945                |
| University of Hertfordshire                                                    | Hatfield                                        | 1952 / 1992 | | 24.225                | 24.280                |
| University of Huddersfield                                                     | Huddersfield                                    | 1825 / 1992 | | 19.740 (2006/07)      | 17.295                |
| University of Hull                                                             | Hull und Scarborough                            | 1927 / 1954 | | 19.818 (2008)         | 16.090                |
| Imperial College London                                                        | London                                          | 1907        | | 12.665                | 19.115                |
| Keele University                                                               | Keele bei Newcastle-under-Lyme                  | 1949        | | 12.700 (2006)         | 10.865                |
| University of Kent                                                             | Canterbury und Medway                           | 1965        | | 18.385 (2006/07)      | 19.265                |
| Kingston University                                                            | Kingston upon Thames                            | 1899 / 1992 | | 23.135 (2006/07)      | 16.820                |
| Lancaster University                                                           | Lancaster                                       | 1964        | | 17.415 (2006/07)      | 14.465                |
| Leeds Beckett University                                                       | Leeds                                           | 1824 / 1992 | | 39.310 (2006/07)      | 23.275                |
| University of Leeds                                                            | Leeds                                           | 1904        | | 31.500 (2005)         | 36.250                |
| University of Leicester                                                        | Leicester                                       | 1921        | | 16.160                | 16.855                |
| University of Lincoln                                                          | Lincoln, Hull, Riseholme und Holbeach           | 1861 / 1992 | | 16.705 (2006/07)      | 15.875                |
| Liverpool Hope University                                                      | Liverpool                                       | 1844        | | 7.885 (2006/07)       | 5.100                 |
| Liverpool John Moores University                                               | Liverpool                                       | 1823 / 1992 | | 28.470 (2006/07)      | 24.030                |
| University of Liverpool                                                        | Liverpool                                       | 1903        | | 18.800 (2005)         | 29.695                |
| London Metropolitan University                                                 | London                                          | 1848 / 2002 | | 34.000 (2006/07)      | 9.200                 |
| London South Bank University                                                   | London                                          | 1892        | | 23.200                | 17.125                |
| University of London                                                           | London                                          | 1836        | - Birkbeck, University of London - Courtauld Institute of Art - Goldsmiths, University of London - Heythrop College - Institute of Cancer Research - Institute of Education - King’s College London - London Business School - London School of Economics and Political Science (LSE) - London School of Hygiene & Tropical Medicine - Queen Mary and Westfield College - Royal Academy of Music - Royal Holloway, University of London, Egham, Surrey - Royal Veterinary College - St George’s, University of London - School of Advanced Study - School of Oriental and African Studies - School of Pharmacy - University College London (UCL) - University Marine Biological Station, Millport - University of London Institute in Paris | 175.000 (2006)        |                       |
| Loughborough University                                                        | Loughborough                                    | 1909        | | 17.825                | 18.025                |
| Manchester Metropolitan University                                             | Manchester                                      | 1970 / 1992 | | 34.000 (2005)         | 33.050                |
| University of Manchester                                                       | Manchester                                      | 1824        | | 40.000 (2006)         | 40.250                |
| Middlesex University                                                           | London                                          | 1992        | | 25.000 (2005)         | 19.635                |
| Newcastle University                                                           | Newcastle                                       | 1963        | | 19.200 (2005)         | 27.215                |
| New College of the Humanities                                                  | London                                          | 2010        | |                       |                       |
| University of Northampton                                                      | Northampton                                     | 1975 / 2005 | | 10.645 (2006/07)      | 11.985                |
| Northumbria University                                                         | Newcastle und Carlisle                          | 1969 / 1992 | | 29.850 (2006/07)      | 26.450                |
| Nottingham Trent University                                                    | Nottingham                                      | 1970        | | 26.380 (2006)         | 33.255                |
| University of Nottingham                                                       | Nottingham                                      | 1948        | - Nottingham University Business School | 27.000 (2005)         | 33.540                |
| Open University                                                                | Milton Keynes                                   | 1969        | | 200.000               | 122.360               |
| Oxford Brookes University                                                      | Oxford                                          | 1992        | | 18.950 (2006)         | 16.665                |
| University of Oxford                                                           | Oxford                                          | 1167        | | 20.014 (2007)         | 25.390                |
| University of Plymouth                                                         | Plymouth                                        | 1992        | | 30.540 (2006/07)      | 19.645                |
| University of Portsmouth                                                       | Portsmouth                                      | 1869 / 1992 | | 19.860 (2006/07)      | 25.515                |
| University of Reading                                                          | Reading                                         | 1926        | - Henley Business School | 15.500 (2005)         | 17.805                |
| University of Roehampton                                                       | London                                          | 1975 / 2004 | | 8.535 (2006/07)       | 12.665                |
| Royal College of Art                                                           | London                                          | 1837        | | 850                   | 2.400                 |
| University of Salford                                                          | Salford                                         | 1850 / 1967 | | 19.890 (2006/07)      | 20.815                |
| Sheffield Hallam University                                                    | Sheffield                                       | 1992        | | 30.009 (2006/07)      | 30.715                |
| University of Sheffield                                                        | Sheffield                                       | 1905        | | 26.000 (2005)         | 30.195                |
| Southampton Solent University                                                  | Southampton                                     | 1855 / 2004 | | 17.455                | 9.910                 |
| University of Southampton                                                      | Southampton                                     | 1952        | | 13.500 (2005)         | 22.715                |
| Staffordshire University                                                       | Stoke-on-Trent, Stafford und Lichfield          | 1971        | | 15.200 (2006)         | 14.855                |
| University of Suffolk                                                          | Suffolk                                         | 2007 / 2016 | |                       | 7.695                 |
| University of Sunderland                                                       | Sunderland                                      | 1901 / 1992 | | 20.325 (2006/07)      | 14.705                |
| University of Surrey                                                           | Guildford                                       | 1891 / 1966 | | 15.705                | 16.815                |
| University of Sussex                                                           | Falmer und Brighton                             | 1961        | | 11.500 (2004)         | 19.155                |
| University of Teesside                                                         | Middlesbrough                                   | 1930 / 1992 | | 24.160 (2006/07)      | 18.665                |
| University of West London                                                      | Ealing, Slough und Reading                      | 1860        | | 52.890                | 11.055                |
| University of Warwick                                                          | Coventry                                        | 1965        | | 22.560 (2008)         | 26.080                |
| University of the West of England                                              | Bristol                                         | 1970        | | 28.990                | 29.555                |
| University of Westminster                                                      | London                                          | 1838        | | 22.000 (2008)         | 18.885                |
| University of Winchester                                                       | Winchester                                      | 1840 / 2005 | | 5.300 (2006/07)       | 7.770                 |
| University of Wolverhampton                                                    | Wolverhampton                                   | 1992        | | 24.020                | 19.045                |
| University of Worcester                                                        | Worcester                                       | 1946 / 2005 | | 7.750 (2006/07)       | 10.075                |
| York St John University                                                        | York                                            | 1841 / 2006 | | 6.435 (2006/07)       | 6.620                 |
| University of York                                                             | York                                            | 1963        | | 13.750                | 19.470                |